# Анаполис
Вижте пояснителната страница за други значения на Анаполис.
Анаполис (на португалски: Anápolis) е град — община в бразилския щат Гояс. Общината е част от икономико-статистическия микрорегион Анаполис, мезорегион Източен Гояс. Населението на общината към 2010 г. е 366 491 души, нареждайки се на трето място в щата.
Градът отстои на 48 km от щатската столица Гояния и на 139 km от град Бразилия. Заедно с тези градове, образува оста Гояния-Анаполис-Бразилия, най-развития регион в централно-западната част на страната.